# Одноденник відігнутолистий
Одноденник відігнутолистий (Ephemerum recurvifolium) — вид мохів порядку потіальних (Pottiales).

## Поширення
Батьківщиною є Європа.